# Apatesieae
Apatesieae, és una tribu de plantes suculentes que pertany a la família de les aïzoàcies, té els següents gèneres:

## Gèneres
- Apatesia
- Carpanthea
- Caryotophora
- Conicosia
- Hymenogyne
- Saphesia
- Skiatophytum